# Bieszczadzki Ośrodek Historii Turystyki Górskiej „Zielony Domek” w Ustrzykach Górnych
Bieszczadzki Ośrodek Historii Turystyki Górskiej „Zielony Domek” w Ustrzykach Górnych – placówka muzealna Polskiego Towarzystwa Turystyczno-Krajoznawczego z ekspozycją poświęconą historii turystyki górskiej na terenach Bieszczadów Zachodnich oraz Karpat Wschodnich, znajdująca się w Ustrzykach Górnych. Placówka pozostaje pod opieką Wielkopolskiego Klubu Przodowników Turystyki Górskiej PTTK im. Kazimierza Kantaka przy Wielkopolskiej Korporacji Oddziałów PTTK w Poznaniu.

## Historia
Powstanie placówki stanowiło realizację idei tworzenia ośrodków muzealnych poświęconych turystyce górskiej, której autorem był Edward Moskała. Ośrodki te powstawały od 1966 w Karpatach Polskich. Ustrzycka placówka została zorganizowana w 1991, w budynkach zlikwidowanego w 1985 schroniska. W lipcu 1991 do Ustrzyk Dolnych przewieziono z Krakowa elementy wystawy pt. Turystyka letnia i zimowa w Karpatach Wschodnich do 1939 roku. Oficjalne otwarcie placówki miało miejsce 29 lipca 1991.
Po 2004, tj. po objęciu Ośrodka przez Wielkopolskiego Klubu Przodowników Turystyki Górskiej w budynku, zwanym potocznie „Zielonym Domkiem” wykonano remont (konserwacja ścian i okien, wykonanie instalacji wodno-kanalizacyjnej, ogrodzenie terenu). Od 2008 placówka podlega Centralnemu Ośrodkowi Turystyki Górskiej PTTK w Krakowie.
Obecna nazwa ośrodka została nadana uchwałą Komisji Turystyki Górskiej Zarządu Głównego PTTK z 6 czerwca 2016.

## Zbiory
Zbiory muzeum prezentowane są w dwóch izbach. W pierwszej ekspozycja dotyczy historii turystyki górskiej w Bieszczadach Zachodnich po zakończeniu II wojny światowej. Ponadto eksponowane są zdjęcia pamiątek sakralnych po mieszkających na tych terenach Bojkach, Łemkach i Żydach oraz narzędzia gospodarcze z bieszczadzkich wsi. W drugiej izbie, zwanej Wschodnią, znajdują się eksponaty związane z historią turystyki w Karpatach Wschodnich w okresie przedwojennym. Zbiory te ukazują rozwój ruchu turystycznego na tamtych terenach w okresie II Rzeczypospolitej oraz działalność organizacji turystycznych, takich jak Polskie Towarzystwo Tatrzańskie czy Karpackie Towarzystwo Narciarzy. Znajdują się tu także przykłady twórczości ludowej Hucułów oraz zdjęcia karpackiej przyrody.
Muzeum jest czynne w okresie wakacyjnym (lipiec-sierpień) w godzinach 17.00–19.00.

## Galeria

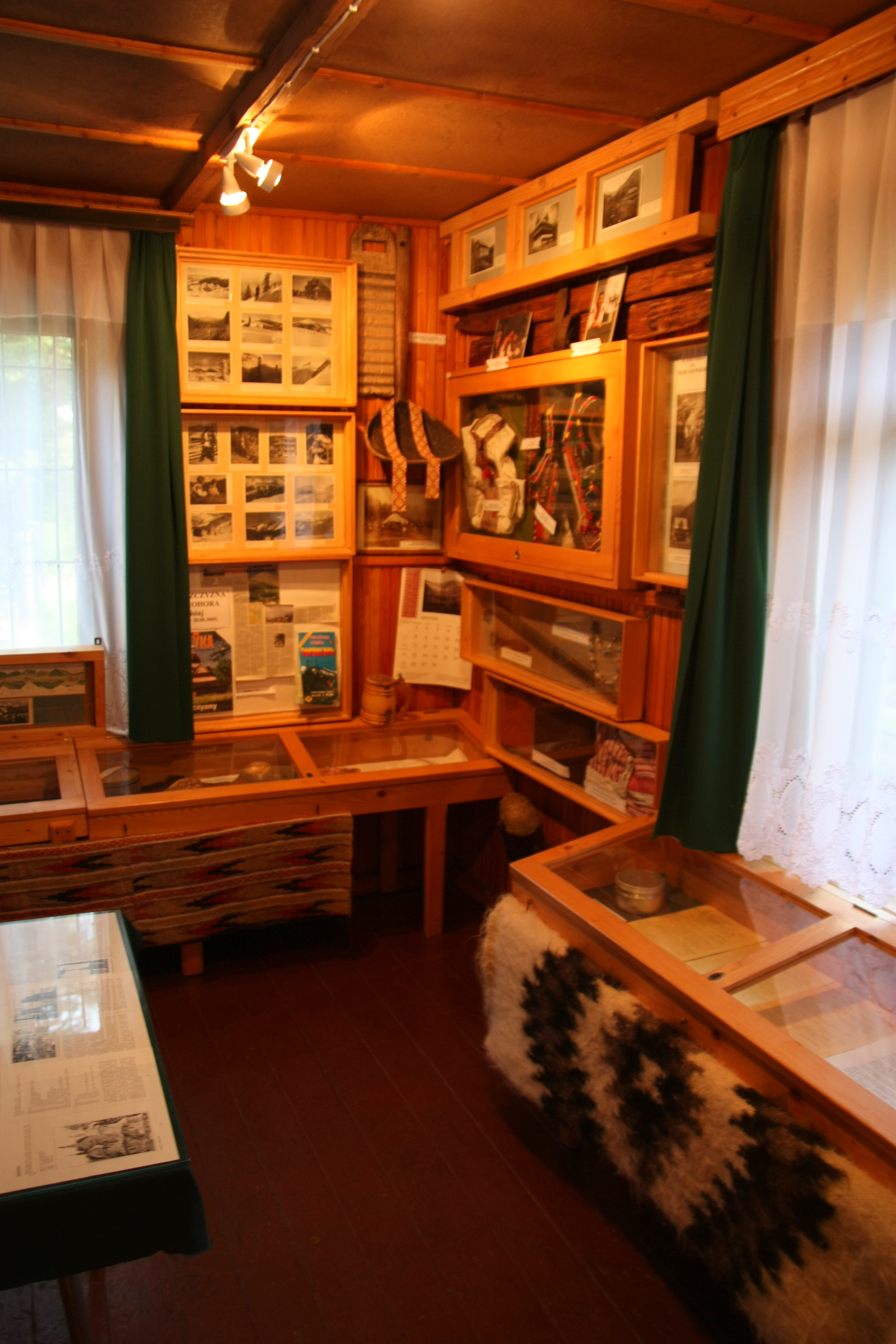
Zbiory muzeum
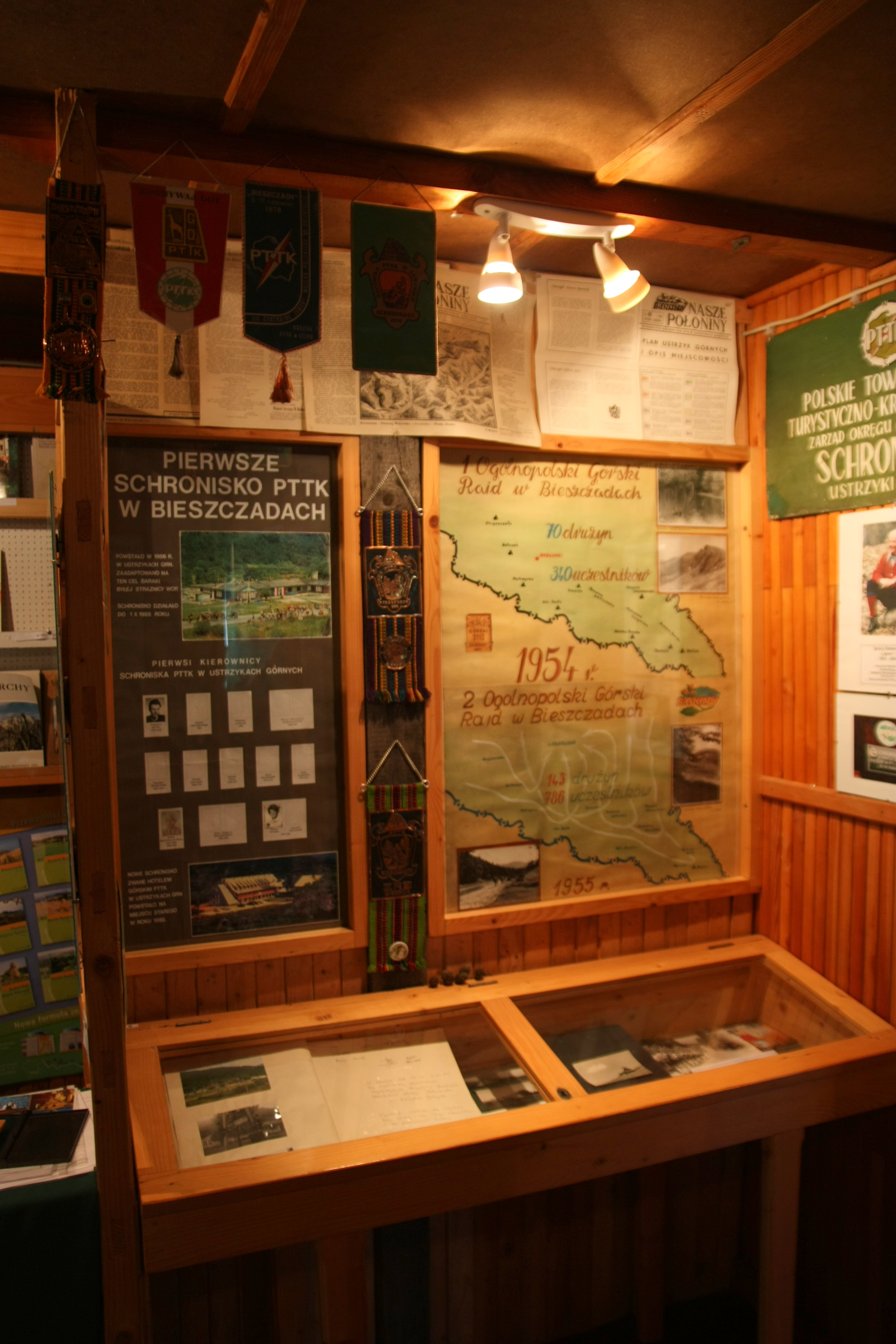
Zbiory muzeum
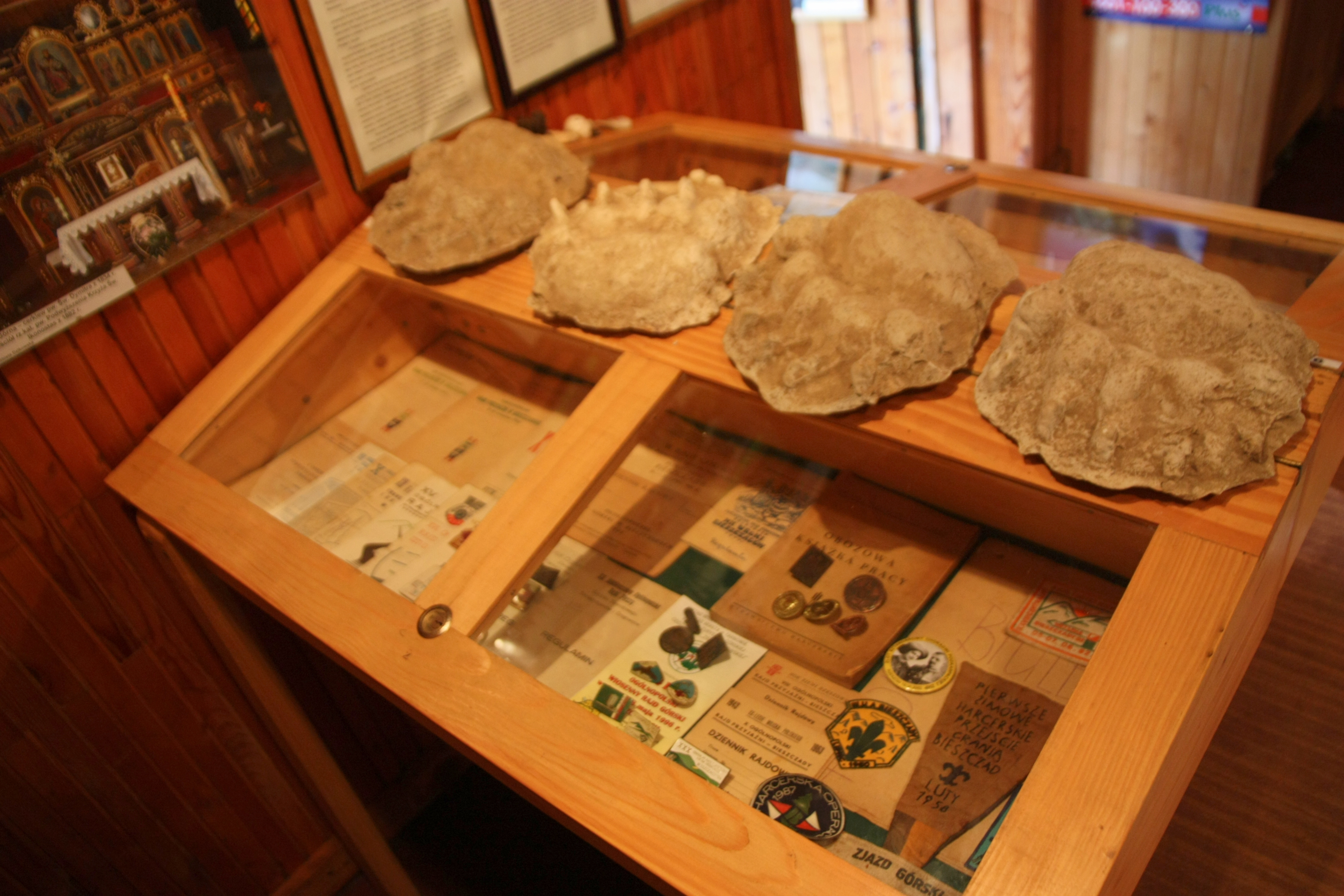
Zbiory muzeum
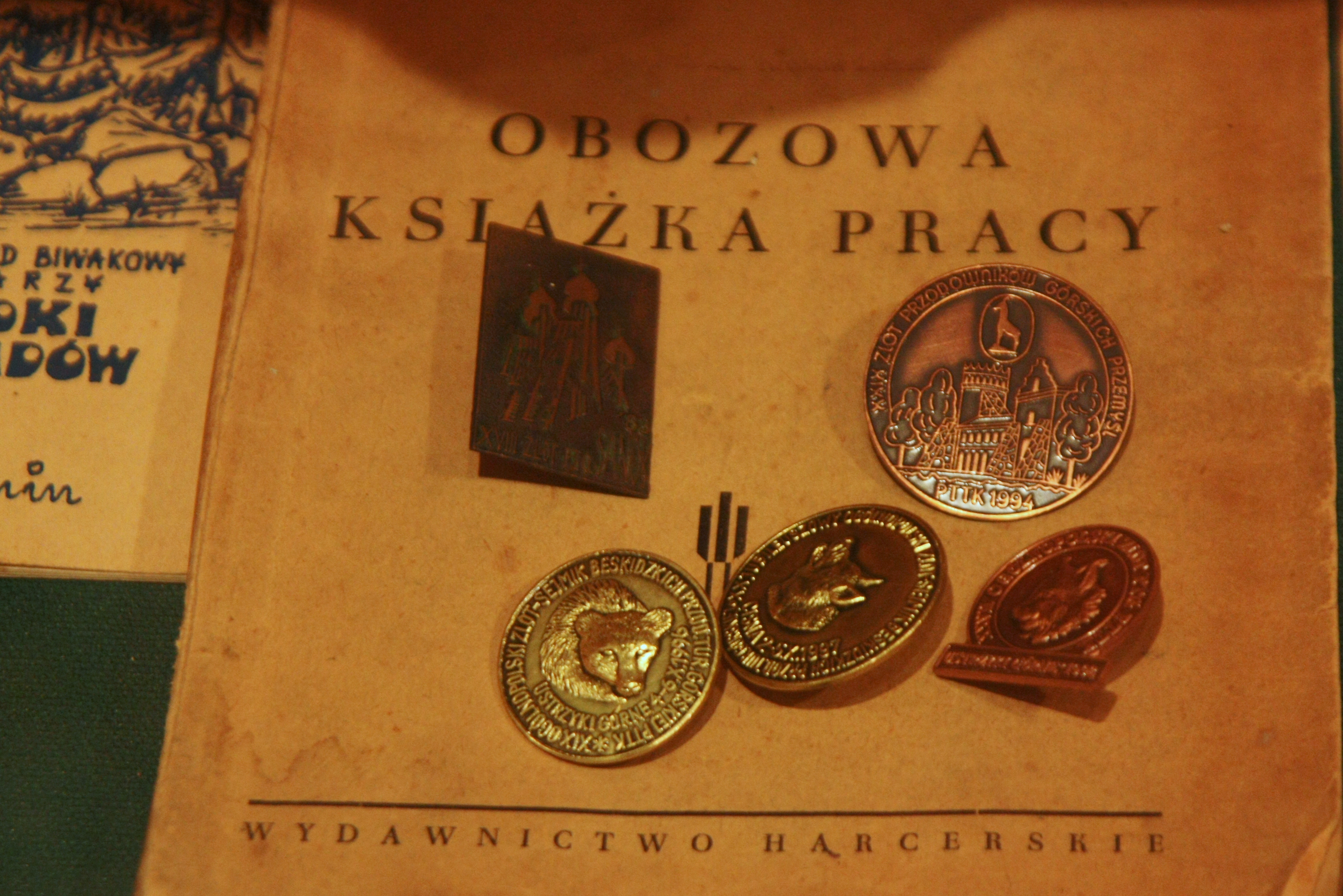
Zbiory muzeum
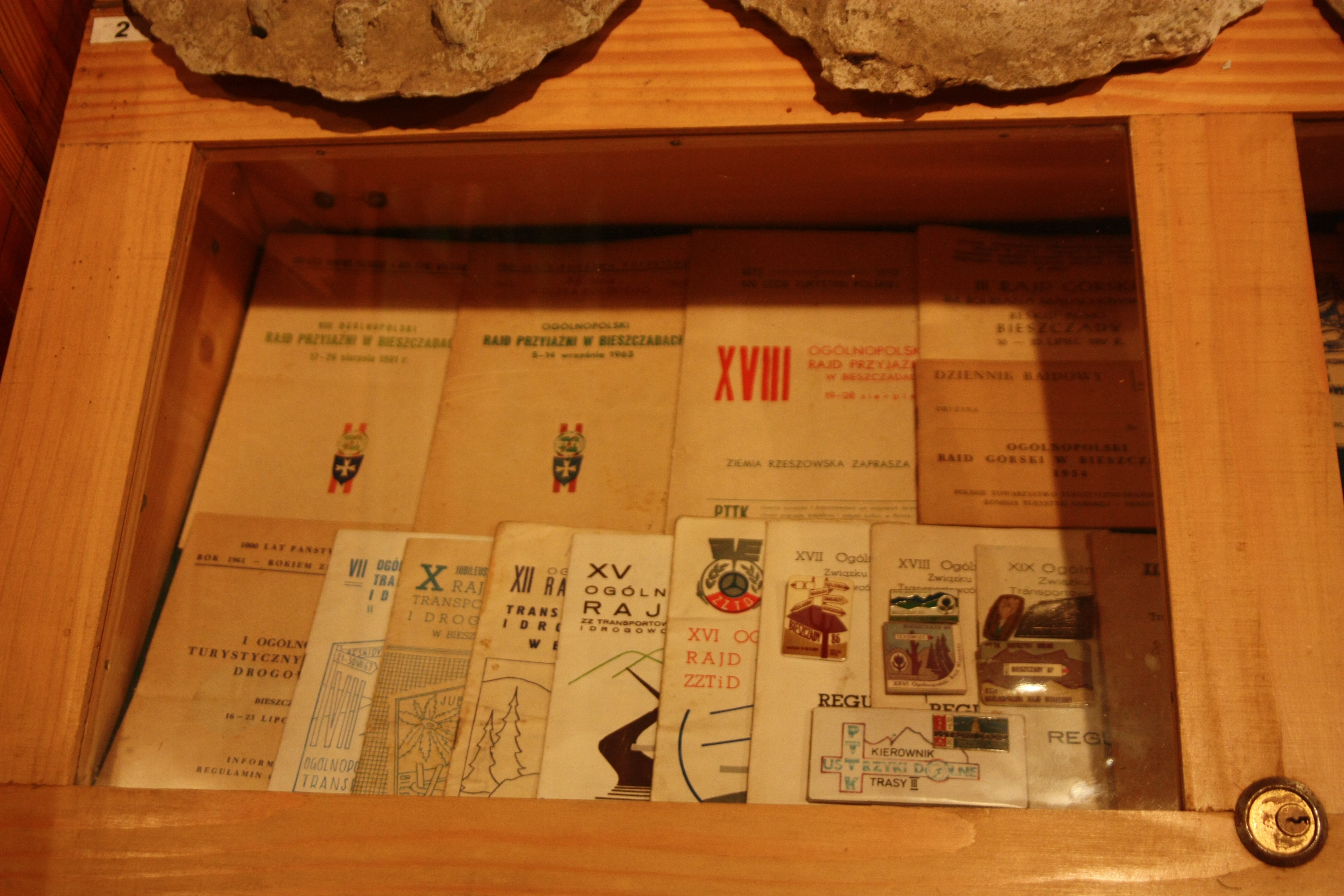
Zbiory muzeum
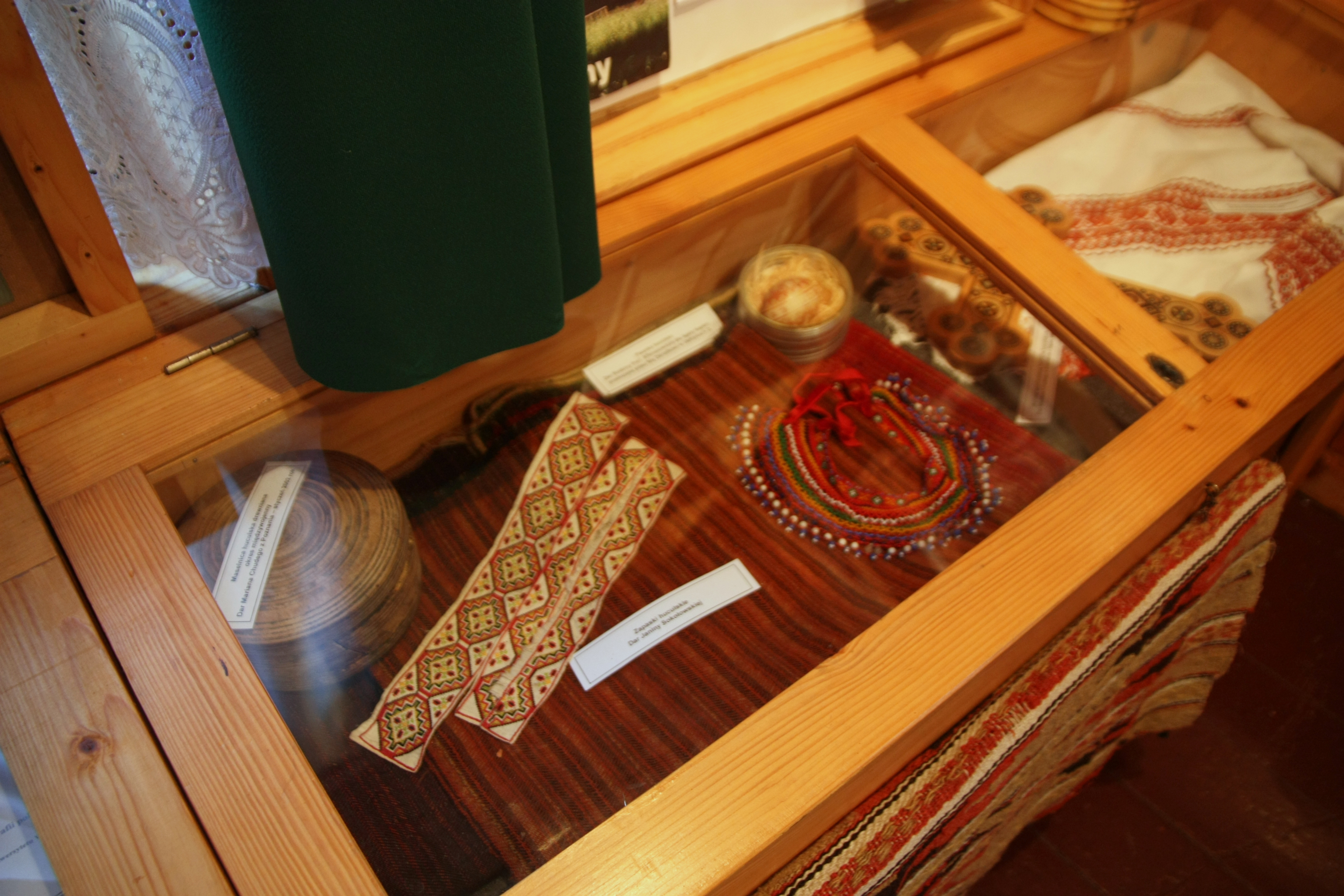
Zbiory muzeum
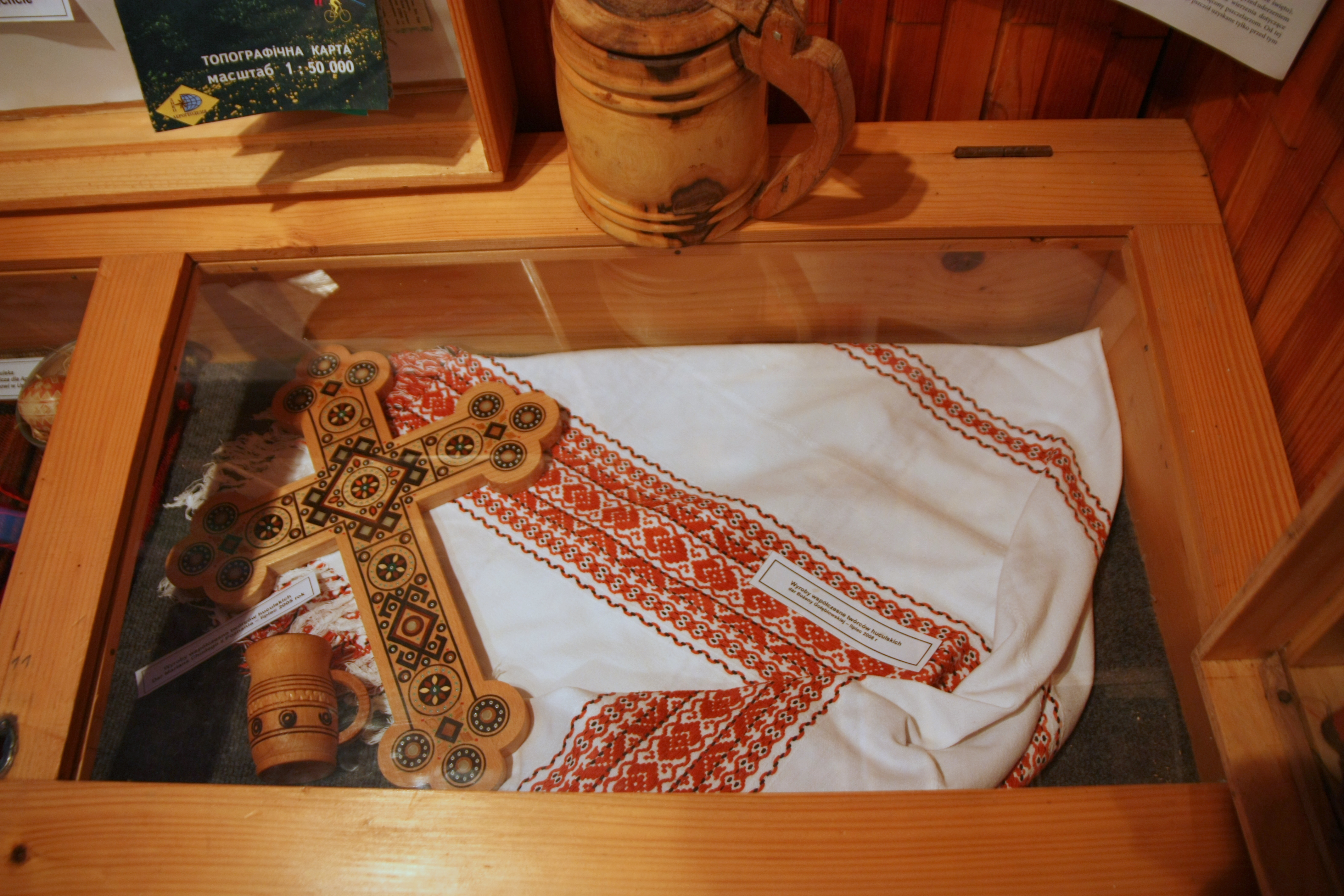
Zbiory muzeum
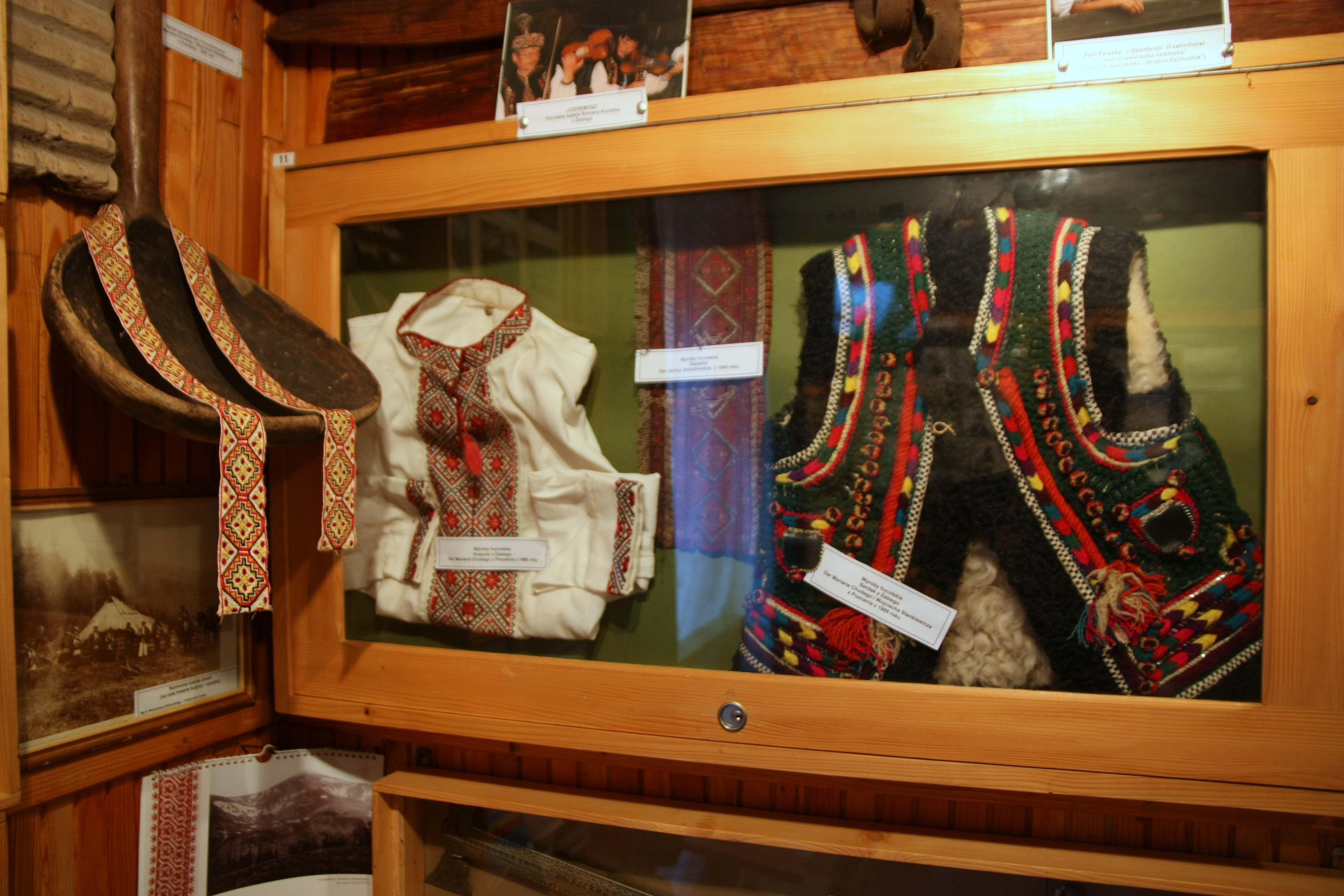
Zbiory muzeum